# Theodor Anton Ippen
Theodor Anton Max Ippen (29. studenoga 1861. – 31. siječnja 1935.) bio je austrougarski albanolog i diplomat. Ippen je pripadao skupini albanologa koji su svoje radove o Albaniji objavljivali preko državno financiranih institucija Austro-Ugarske kako bi stvorili albansku nacionalnu svijest za koju su vjerovali da će biti od koristi Monarhiji. Ippen je podržavao uspostavu neovisne nacionalne države Albanaca. Bio je diplomat u Skadru, Pljevljima, Istanbulu, Jeruzalemu, Ateni i Londonu gdje je savjetovao veleposlanika Austro-Ugarske tijekom Londonske konferencije koja je završila potpisivanjem Londonskog ugovora i odlukom o uspostavi Kneževine Albanije donesenom 29. srpnja 1913. godine. U razdoblju od 1921. do 1927. godine bio je član Međunarodne dunavske komisije.

## Životopis

### Rani život
Ippen je rođen 29. studenog 1861. u obitelji pokrštenih Židova u Sezemicama.

### Diplomatska karijera
Ippen je studirao orijentalne jezike i ekonomiju na Orijentalnoj akademiji u Beču. Diplomatsku karijeru započeo je služeći u austrougarskom konzulatu u osmanskom Skadru između 1884. i 1887. godine. Krajem 1887. imenovan je za austrougarskog diplomata u Pljevljima (vicekonzul), Istanbulu (1891 – 1893.) i Jeruzalemu (1893 – 1895.), Istanbulu (1895 – 1897.) i ponovo u Skadru (1897 – 1904.).
U razdoblju od 1905. do 1909. godine nastavio je diplomatsku karijeru u Ateni, a nakon 1909. u Londonu, gdje je savjetovao veleposlanika Austro-Ugarske tijekom Londonske konferencije, koja je trebala arbitrirati između zaraćenih strana u Prvom balkanskom ratu. Godine 1912. Ippen je pripremio etnografsku kartu područja Osmanskog Carstva naseljenih Albancima, koju je austrougarski veleposlanik podnio tijekom Londonske konferencije kao osnovu za pregovore o granici. Nakon potpisivanja Londonskog ugovora, veleposlanici šest Velikih sila odlučili su u srpnju 1913. osnovati novu državu, Albaniju, kao naslijednu kneževinu. U razdoblju od 1921. do 1927. bio je član Međunarodne dunavske komisije.

### Albanija
Sudjelovao je u pisanju i širenju prve povijesti Albanije objavljene na albanskom jeziku jer je inzistirao da bi stvaranje albanske nacionalne svijesti bilo od koristi za monarhiju. Ippen se borio za uspostavu neovisne nacionalne države Albanaca.
Skupina zapadnih znanstvenika kojoj je pripadao odigrala je značajnu ulogu u stvaranju i širenju mitova o albanskom nacionalizmu, odnosno mita o povezanosti Ali-paše s islamskim bektašijskim redom, koji je imao za cilj iskoristiti bektašizam u stvaranju »albanskog identiteta« i »albanske države«. Ippen i Franz Nopcsa otvoreno su propagirali svoje napore u financiranju aktivnosti albanskih nacionalista, primjerice prijevoda i distribucije djela čiji je autor Sami Frasheri.
U razdoblju od 1897. do 1903. godine bio je konzul Austro-Ugarske u Skadru, tada u Osmanskom Carstvu. U listopadu 1897. Ippen je otputovao u središnju Albaniju i uspostavio kontakte s važnim begovima u Elbassanu i Tirani. Ippen je opsežno posjećivao katoličke klanove na osmansko-crnogorskoj granici i izvještavao o njihovim problemima koje su uzrokovale i osmanske i crnogorske vlasti. Kako bi poboljšao njihove uvjete, tražio je pomoć, koja mu je odobrena budući da se od 1898. do 1903. žito redovito dijelilo klanovima, koji su postali proaustrijski orijentirani. Ippen je dijelio novac albanskim obiteljima, posebno Albancima iz klanova Hoti i Grudë koji su bili naseljeni u blizini crnogorske granice i najizloženiji crnogorskom utjecaju.
Ippen je bio taj koji je ustvrdio da je Skenderbeg pokopan unutar utvrda Lješa. Svoje mišljenje temeljio je na djelu Marina Barletija koji je napisao da je Skenderbeg pokopan u crkvi svetog Nikole, bez objašnjenja je li zgrada crkve unutar ili izvan dvorca. Ippen je pretpostavio da bi takva ugledna osoba poput Skenderbega bila pokopana na najboljem mjestu u gradu, u njegovom dvorcu. Također je nagađao da su Osmanlije ovu crkvu pretvorili u džamiju. Prema Ippenovoj procjeni, oko 20 000 Albanaca pobjeglo je iz dijelova Osmanskog Carstva koje je Srbija zauzela tijekom Srpsko-osmanskog rata (1877 – 1878.).
Ippen je bio jedan od autora čiji su tekstovi objavljeni u časopisu Albania koji je izdavao Faik Konitza u razdoblju od 1897. do 1910. Konitza je uvjeravao Ippena da on i njegovi prijatelji vjeruju da bi Albanija trebala biti u političkoj i vojnoj uniji s Austrijom.

### Knjige
- Novibazar und Kossovo (das alte Rascien). Eine studie ... (njemački). A. Hölder. Vienna. 1892. OCLC 14192433
- Rascien. Knjižnica Odsjeka za povijest. 1894
- Stare crkvene ruševine u Albaniji (bošnjački). Zemaljska štamparija. Sarajevo, Austria-Hungary. 1899. Inačica izvorne stranice arhivirana 3. ožujka 2016. Pristupljeno 8. kolovoza 2024.
- Stari spomenici u Albaniji (bošnjački). Zemaljska štamparija. Sarajevo, Austria-Hungary. 1900. Inačica izvorne stranice arhivirana 4. ožujka 2016. Pristupljeno 8. kolovoza 2024.
- Stare crkve i crkvene ruševine u Albaniji (bošnjački). Zemaljska štamparija. Sarajevo, Austria-Hungary. 1901. Inačica izvorne stranice arhivirana 14. kolovoza 2023. Pristupljeno 8. kolovoza 2024.
- Das religiöse Protektorat Österreich-Ungarns in der Türkei, u: Die Kultur III, Wien 1901/1902
- Historički gradovi u Albaniji (bošnjački). Zemaljska štamparija. Sarajevo, Austria-Hungary. 1902. Inačica izvorne stranice arhivirana 3. ožujka 2016. Pristupljeno 8. kolovoza 2024.
- Pečatnik jedne već nestale biskupine u Albaniji (bošnjački). Zemaljska štamparija. Sarajevo?, Austria-Hungary. c. 1903. Inačica izvorne stranice arhivirana 3. ožujka 2016. Pristupljeno 8. kolovoza 2024.
- Skutari und die nordalbanische Küstenebene (njemački). D.A. Kajon. Sarajevo. 1907. OCLC 25198388
- Die Gebirge des nordwestlichen Albaniens (njemački). Lechner. Wien. 1908. OCLC 65534766
- Illyrisch-albanische forschungen (njemački). Duncker & Humblot. München, Leipzig. 1916. OCLC 35691167 u suradništvu s: Ludwig Thallóczy; Konstantin Jireček; Milan Šufflay; Ernst C Sedlmayr; Josef Ivanič; Imre Karácson; Béla Péch; Karl Thopia
- Gjerak Karaiskaj; Ardian Klosi, ur. 2002. Shqipëria e vjetër : studime gjeografike, etnografike, historike, nga ish-konsulli i përgjithshëm i monarkisë austro-hungareze në Shkodër (albanski). K&B. Tirana. ISBN 9789992777763. OCLC 819321262
- Fejzi Isa Domni, ur. 2003. Coptimi i Shqipnise : Konferencas e pare e Londonit 1912-1913, Konferenca e dyte e Londonit, 1915-1916, Zaptimi i Shqipnise 7 Prille 1939 = The dismemberment of the Albanian nation (albanski). F. Domni. Massapequa Park. OCLC 55222354

## Vanjske poveznice
- Djela od i o Theodoru Antonu Ippenu na Internet Archive
- 1916 Theodor Ippen: Nineteenth-Century Albanian History na internetskoj stranici Roberta Elsiea